# Marsdenia yunnanensis
Marsdenia yunnanensis là một loài thực vật có hoa trong họ La bố ma. Loài này được (H. Lév.) Woodson mô tả khoa học đầu tiên năm 1934.